# Berardius minimus
Berardius minimus — вид китів з роду плавунів родини дзьоборилих (Ziphiidae). Описаний у 2019 році.

## Поширення
Вид поширений на півночі Тихого океану біля берегів Японії та Аляски.

## Опис
Вид описаний з напіврозкладених решток кита, тіло якого викинуло на берег у червні 2008 року на острові Хоккайдо (Японія). Череп, щелепа, посткраніальний скелет та зразки тканин зберігаються в Національному музеї природознавства у Вашингтоні. У 2012 році поблизу села Саруфуцу спостерігали живого дорослого самця. Вважався меншою меланістичною формою Berardius bairdii. Дослідження мітохондріальної ДНК, яке було опубліковано у 2016 році, показало, що це самостійний вид. B. minimus сягає до 6,9 м завдовжки, тоді як B. bairdii сягає 13 м, а Berardius arnuxii — максимально 10 м. Тіло B. minimus чорного кольору з білою плямою на морді, в цей час як B. bairdii шиферного кольору, а B. arnuxii від темно-сірого до світло-сірого.